# Michael Gustorff
Michael Gustorff (* 1958 in Leverkusen) ist ein deutscher Jazzmusiker, der zunächst als Violinist hervorgetreten ist und dann zum E-Bass wechselte.
Gustorff studierte klassische Musik an der Musikhochschule Duisburg und Jazz an den Musikhochschulen von Amsterdam und Arnhem. Seit 1983 lebt er in den Niederlanden.
Nachdem Gustorff in den 1970er Jahren Folk-, Country- und Rockmusik gespielt hatte, kam er 1983 als Mitglied des Rigo Winterstein Swingtett und von Uli Wewelsieps Band Blue Voice zum Jazz. Mit dem Vania Hot Swing Quartet gewann er 1986 den internationalen Jazzwettbewerb im niederländischen Breda. Im gleichen Jahr tourte er mit Tiny Moore durch Europa. 1987 wurde er Mitglied des Dick de Graaf Septett. Im Folgejahr debütierte er mit einem eigenen Quartett beim North Sea Jazz Festival.
In den Folgejahren tourte er durch ganz Europa, Kanada und Indien und arbeitete als Solist mit verschiedenen Big Bands, wie der RIAS Big Band Berlin, dem Millennium Jazz Orchestra und der Guus Tangelder Big Band. Seit 2005 bildet er mit dem Saxophonisten Dick de Graaf, dem Akkordeonisten Hans Sparla und der Sängerin Sandra Coelers das Trio Nuevo.
Gustorff unterrichtete als Dozent an der Musikhochschule Köln und an der Hochschule der Künste Arnheim. 2004 veröffentlichte er im Eigenverlag das Buch Practising without Problems – Mental Training for (Jazz)musicians; 2010 folgte Creativity & Everyday Life: A Mental Guide not only for Artists & Musicians.

## Diskographie
- Dick de Graaf Septet: November, 1988
- Mexico Lindo: La Ultima Noche, 1990
- Uli Wewelsiep: My Favorite Stories, 1991
- Dick de Graaf Septet: Polder, 1991
- European Danzón Orchestra: Rompiendo La Rutina, 1991
- Casual Balance: Kindred Natures, 1991
- Four String Affair, Soloalbum, 1993
- Dick de Graaf Septet: Heartbeat, 1994
- Dick de Graaf Septet: Butterfly Blues, 1994
- Cor Mutsers & Patrick van Gerwen: We are not alone, 1995
- Basta Band: Geiler wär's schon, 1996
- Cor Mutser & Patrick van Gerwen: If only we could sing, 1997
- Dick de Graaf Septet: The Burning of the Midnight Lamp, 1998
- Nice Beaver: Oregon, 2004
- Panhandle Swing: Panhandle Swing play the Hits of Bob Wills and his Texas Playboys, 2005
- Trio Nuevo: Jazz meets Tango, 2006
- Panhandle Swing: Panhandle Swing featuring the Panhandle Playgirls, 2007